# Gynoplistia neojucunda
Gynoplistia neojucunda är en tvåvingeart som beskrevs av Alexander 1948. Gynoplistia neojucunda ingår i släktet Gynoplistia och familjen småharkrankar. Inga underarter finns listade i Catalogue of Life.